# Hiro Matsushita
Hiroyuki "Hiro" Matsushita (ヒロ松下 Matsushita Hiro?, full Kanji:松下弘幸) es un expiloto de las series CART y Formula Atlantic que ganó el Toyota Atlantic Championship (Pacífico) en 1989 como el primer y único piloto japonés. También es el primer piloto japonés en competir en las 500 Millas de Indianápolis (Indy 500). Es nieto de Konosuke Matsushita, fundador de Panasonic, e hijo de Masaharu Matsushita, quien se desempeñó como segundo presidente de Panasonic durante dieciséis años a partir de 1961. Su relación le ha permitido recibir el respaldo financiero de Panasonic a lo largo de su carrera como piloto.

## Carrera de carreras
Matsushita comenzó su carrera en motocicletas en su país de origen entre 1977 y 1979, antes de cambiar a las cuatro ruedas. Con el respaldo de Panasonic, luego se mudó a los Estados Unidos y participó en su primera carrera de Fórmula Ford en 1986. Terminó segundo en las 24 Horas de Daytona y tercero en las Sebring 12 Horas en 1988. Matsushita comenzó a darse a conocer al ganar el campeonato de 1989  Toyota Atlantic (división del Pacífico) con el mayor margen de puntos de todos los tiempos.

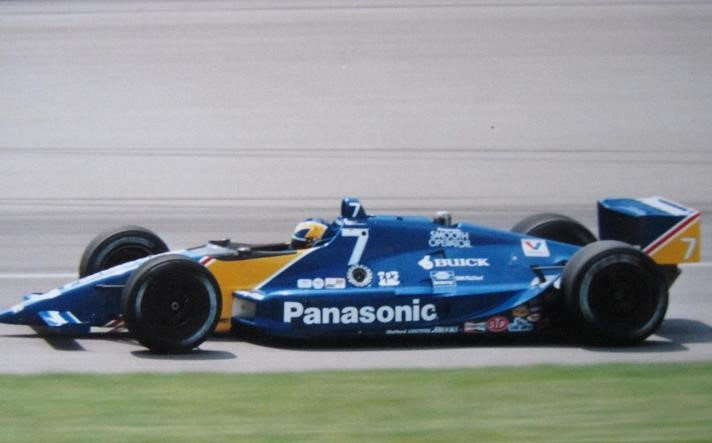
Hiro Matsushita en 1991

Se graduó de la CART en 1990, anotando un punto en su temporada de debut. Inexplicablemente, nunca mostró el ritmo que llevó a cuatro victorias atlánticas; en cambio, rápidamente se ganó la reputación de estar al final de la parrilla, siempre superado por sus compañeros de equipo. Sin embargo, se convirtió en el primer piloto japonés en competir en las 500 Millas de Indianápolis. en 1991, y siguió ese logro con un resultado entre los diez primeros en  Milwaukee. Matsushita se perdió las  1992 Indy 500 después de sufrir una fractura en una pierna durante un choque de práctica. Estuvo fuera de juego durante varias semanas y también se perdió los siguientes seis eventos.
En CAR, Matsushita hizo su debut en el GP de Long Beach, con el equipo  Simon. Terminó en el puesto 19. Fue el primero de 117 eventos disputados por el japonés, considerado el pionero de su país en la categoría. Hasta 1998, corrió para los equipos  Walker,  Arciero-Wells y  Payton-Coyne. Se retiró del automovilismo monoplaza en 1998, después de terminar decimoquinto en la etapa de Río de Janeiro. Matsushita se retiró definitivamente de las pistas después de participar en la carrera de resistencia Baja 1000, conduciendo un Mitsubishi Montero.

## El apodo de "Rey Hiro"
Matsushita se hizo conocido mundialmente por haber obstaculizado al brasileño Emerson Fittipaldi en una carrera de Indy (Laguna Seca, 1993). Disputando el liderato, el bicampeón de las 500 Millas de Indianápolis se topó con el japonés, que venía muy despacio al frente.
Sin pensárselo dos veces, el brasileño se zambulle para adelantar, pero Matsushita, sin motivo aparente, cierra el Penske de Emerson, apretándolo contra la pared. Emerson por poco no toca, y, furioso, le dice al ingeniero por radio: " ¡F ... Hiro! ¡F ... Hiro! ¡Maldita sea! ¡F ... Hiro! ",
ESPN, que cubrió la prueba, se vio obligado a editar el audio para que el error no se repitiera. El audio cambió a " ... ¡Rey Hiro! ... ¡Rey Hiro! ¡Maldita sea! ... ¡Rey Hiro! ". Fue de esta manera inusual que Matsushita se ganó el apodo de "Rey Hiro".

## vida personal
en 1991, Hiro compró Swift Engineering, una empresa de ingeniería de naves espaciales con sede en California. Hiro residía en San Clemente (California).